# Longe Daqui
"Longe Daqui" é o terceiro single da dupla Munhoz & Mariano com a participação do cantor e conterrâneo Luan Santana. Incluído no álbum "Nunca Desista - Ao Vivo No Estádio Prudentão".

## Lista de faixas
| Download digital |                                    |         |  |
| N.º              | Título                             | Duração |  |
| 1.               | "Longe Daqui" (Part. Luan Santana) | 3:31    |  |

## Desempenho nas tabelas musicais
| Tabela musical (2014)                     | Melhor posição |
| ----------------------------------------- | -------------- |
| Brasil - Billboard Brasil Hot 100 Airplay | 4              |